# Medalla del Cercle d'Escriptors Cinematogràfics a la millor pel·lícula
La medalla del Cercle d'Escriptors Cinematogràfics a la millor pel·lícula és un guardó cinematogràfic espanyol que ve concedint des de 1946 el Cercle d'Escriptors Cinematogràfics (CEC) a la qual considera millor pel·lícula espanyola de l'any. El primer premi va ser lliurat el 7 de juliol de 1946 en el Cine Gran Vía de Madrid. El trofeu és una senzilla medalla de bronze dissenyada per José González de Ubieta que no va acompanyada de dotació econòmica. És un dels premis del seu tipus més antics d'Espanya, si bé va travessar una crisi durant la dècada de 1980 que va fer que no es concedís durant cinc anys consecutius.
A continuació s'ofereixen diverses taules que contenen un llistat de les pel·lícules guanyadores. En la casella de l'esquerra s'indica l'any en què va ser concedit el premi, que sol ser el següent a aquell en el qual es van estrenar els films. Després s'indica el títol de la cinta guanyadora. Va haver-hi cinc anys en què el CEC no va concedir premis, i així s'indica en aquesta casella. Es tracta de 1986 a 1990, quan va semblar que l'esdeveniment anava a desaparèixer definitivament. Va haver-hi altres ocasions en els quals sí que va haver-hi lliurament de premis però el de millor pel·lícula va ser declarat desert; així va succeir en 1973 i 1981. En la tercera casella s'informa del nom del director de la pel·lícula guanyadora del guardó, dada que no ha de ser confosa amb el del guanyador de la medalla al millor director. Finalment, quan es disposa de la informació, s'indiquen els noms de les altres pel·lícules candidates o finalistes al premi.

## Anys 1940

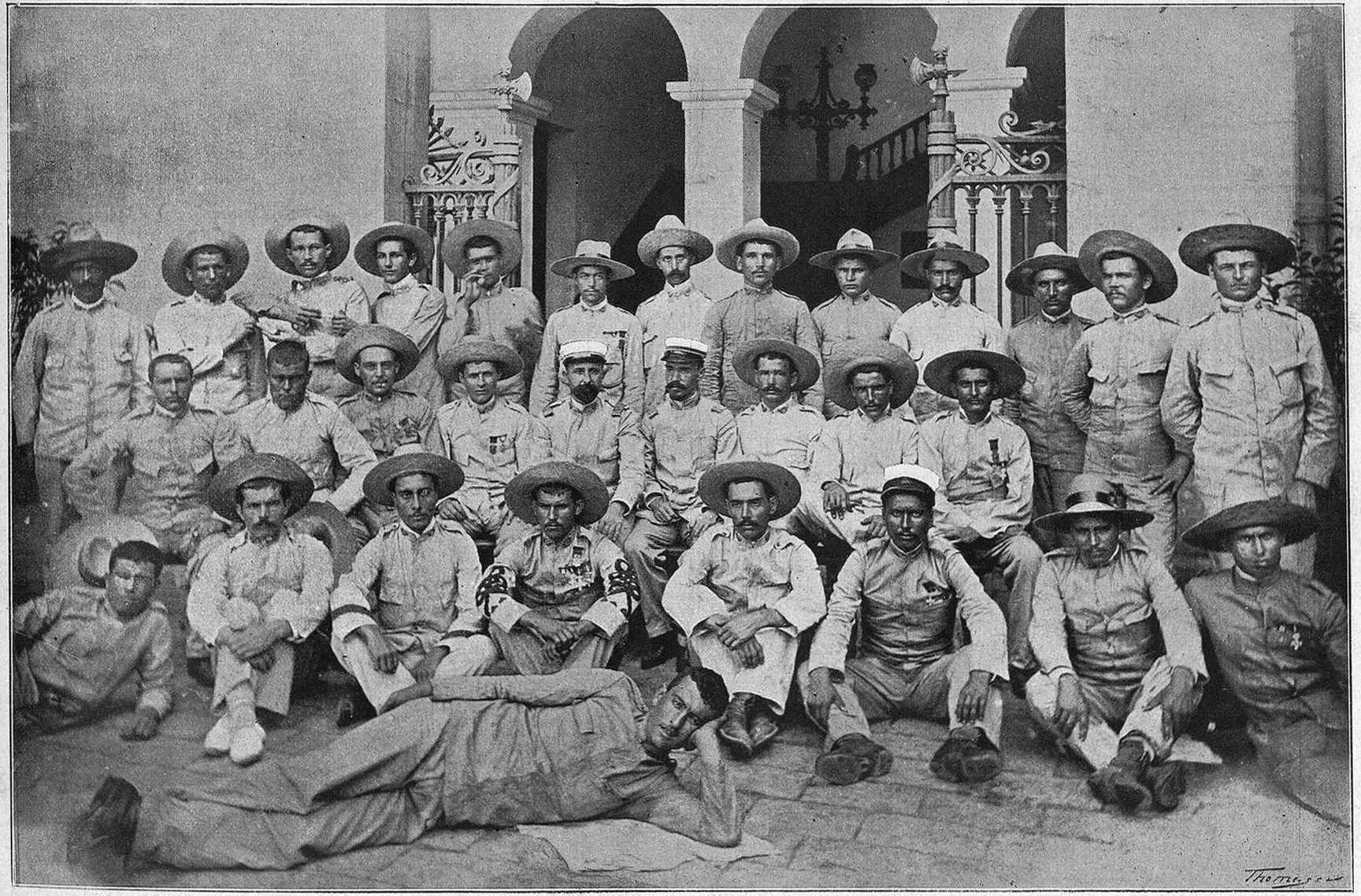
Los últimos de Filipinas, inspirada en el setge de Baler, va ser la primera pel·lícula guardonada.

| Any  | Guanyadora                 | Director       | Notes       |
| ---- | -------------------------- | -------------- | ----------- |
| 1946 | Los últimos de Filipinas   | Antonio Román  | [ 2 ]       |
| 1947 | Un drama nuevo             | Juan de Orduña | [ 3 ]       |
| 1948 | La princesa de los Ursinos | Luis Lucia     | [ 4 ] [ 5 ] |
| 1949 | Locura de amor             | Juan de Orduña | [ 6 ]       |

## Anys 1950

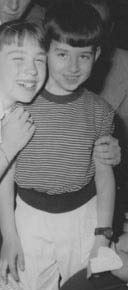
Pablito Calvo protagonitzà Marcelino, pan y vino

| Any  | Guanyadora               | Director                   | Notes            |
| ---- | ------------------------ | -------------------------- | ---------------- |
| 1950 | La mies es mucha         | José Luis Sáenz de Heredia | [ 7 ]            |
| 1951 | Agustina de Aragón       | Juan de Orduña             | [ 8 ]            |
| 1952 | Surcos                   | José Antonio Nieves Conde  | [ nota 1 ] [ 9 ] |
| 1953 | Los ojos dejan huellas   | José Luis Sáenz de Heredia | [ 10 ]           |
| 1954 | Jeromín                  | Luis Lucia                 | [ 11 ]           |
| 1955 | Sierra maldita           | Antonio del Amo            | [ 12 ]           |
| 1956 | Marcelino, pan y vino    | Ladislao Vajda             | [ 13 ]           |
| 1957 | Tarde de toros           | Ladislao Vajda             | [ 14 ]           |
| 1958 | ... Y eligió el infierno | César Fernández Ardavín    | [ 15 ]           |
| 1959 | La vida por delante      | Fernando Fernán Gómez      | [ 16 ]           |

## Anys 1960
| Any  | Guanyadora              | Director                | Notes  |
| ---- | ----------------------- | ----------------------- | ------ |
| 1960 | El Lazarillo de Tormes  | César Fernández Ardavín | [ 17 ] |
| 1961 | El príncipe encadenado  | Luis Lucia              | [ 18 ] |
| 1962 | Plácido                 | Luis García Berlanga    | [ 19 ] |
| 1963 | Dulcinea                | Vicente Escrivá         | [ 20 ] |
| 1964 | Los Tarantos            | Francisco Rovira-Beleta | [ 21 ] |
| 1965 | La tía Tula             | Miguel Picazo           | [ 22 ] |
| 1966 | Campanadas a medianoche | Orson Welles            | [ 23 ] |
| 1967 | La caza                 | Carlos Saura            | [ 24 ] |
| 1968 | Peppermint frappé       | Carlos Saura            | [ 25 ] |
| 1969 | Las Vegas, 500 millones | Antonio Isasi           | [ 26 ] |

## Anys 1970

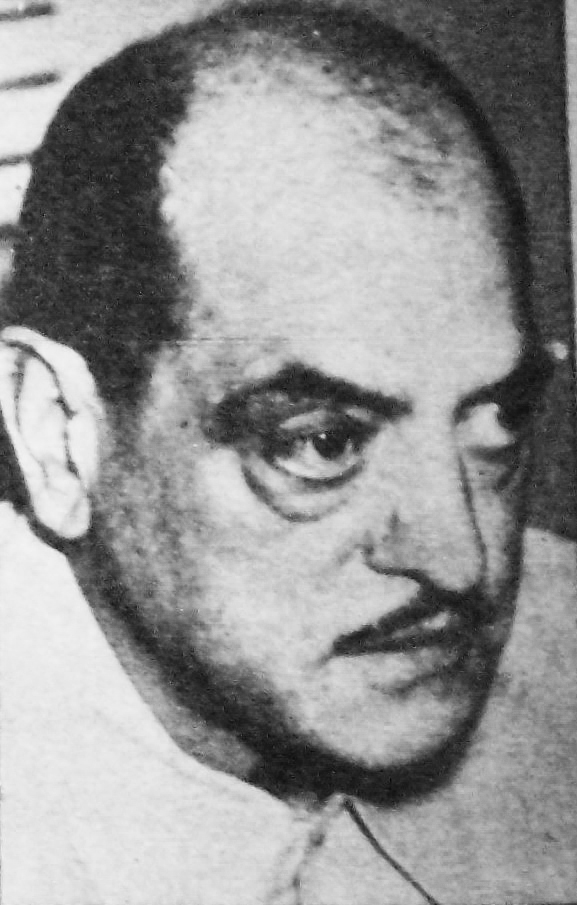
Tristana va ser l'única pel·lícula de Buñuel que va guanyar la medalla

| Any  | Guanyadora                | Director              | Notes  |
| ---- | ------------------------- | --------------------- | ------ |
| 1970 | El extraño viaje          | Fernando Fernán Gómez | [ 27 ] |
| 1971 | Tristana                  | Luis Buñuel           | [ 28 ] |
| 1972 | Españolas en París        | Roberto Bodegas       | [ 29 ] |
| 1973 | Desert                    |                       | [ 30 ] |
| 1974 | El espíritu de la colmena | Víctor Erice          | [ 31 ] |
| 1975 | Hay que matar a B.        | José Luis Borau       | [ 32 ] |
| 1976 | Furtivos                  | José Luis Borau       | [ 33 ] |
| 1977 | El desencanto             | Jaime Chávarri        | [ 34 ] |
| 1978 | A un dios desconocido     | Jaime Chávarri        | [ 35 ] |
| 1979 | La escopeta nacional      | Luis García Berlanga  | [ 36 ] |

## Anys 1980

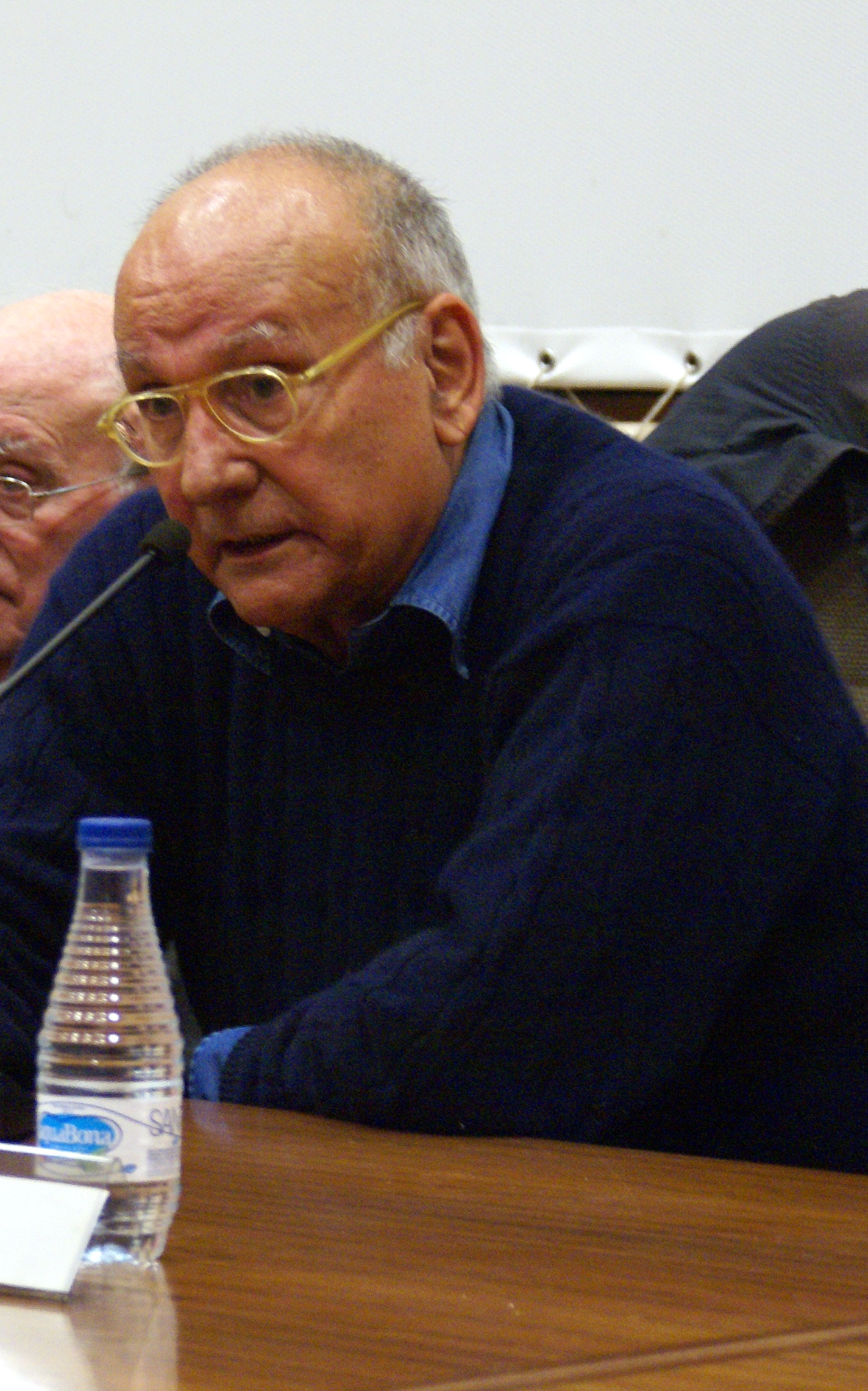
Mario Camus va dirigir dues adaptacions literàries premiades.

| Any  | Guanyadora            | Director     | Notes  |
| ---- | --------------------- | ------------ | ------ |
| 1980 | Mamá cumple cien años | Carlos Saura | [ 37 ] |
| 1981 | Desert                |              | [ 38 ] |
| 1982 | Bodas de sangre       | Carlos Saura | [ 39 ] |
| 1983 | La colmena            | Mario Camus  | [ 40 ] |
| 1984 | Carmen                | Carlos Saura | [ 41 ] |
| 1985 | Los santos inocentes  | Mario Camus  | [ 42 ] |
| 1986 | No es va convocar     |              | [ 43 ] |
| 1987 | No es va convocar     |              | [ 44 ] |
| 1988 | No es va convocar     |              | [ 45 ] |
| 1989 | No es va convocar     |              | [ 46 ] |

## Anys 1990
| Any  | Guanyadora                                      | Director           | Notes  |
| ---- | ----------------------------------------------- | ------------------ | ------ |
| 1990 | No es va convocar                               |                    | [ 47 ] |
| 1991 | Innisfree                                       | José Luis Guerín   | [ 48 ] |
| 1992 | Las cartas de Alou                              | Montxo Armendáriz  | [ 49 ] |
| 1993 | El maestro de esgrima                           | Pedro Olea         | [ 50 ] |
| 1994 | Sombras en una batalla                          | Mario Camus        | [ 51 ] |
| 1995 | Canción de cuna                                 | José Luis Garci    | [ 52 ] |
| 1996 | Nadie hablará de nosotras cuando hayamos muerto | Agustín Díaz Yanes | [ 53 ] |
| 1997 | El último viaje de Robert Rylands               | Gracia Querejeta   | [ 54 ] |
| 1998 | Secretos del corazón                            | Montxo Armendáriz  | [ 55 ] |
| 1999 | El abuelo                                       | José Luis Garci    | [ 56 ] |

## Anys 2000

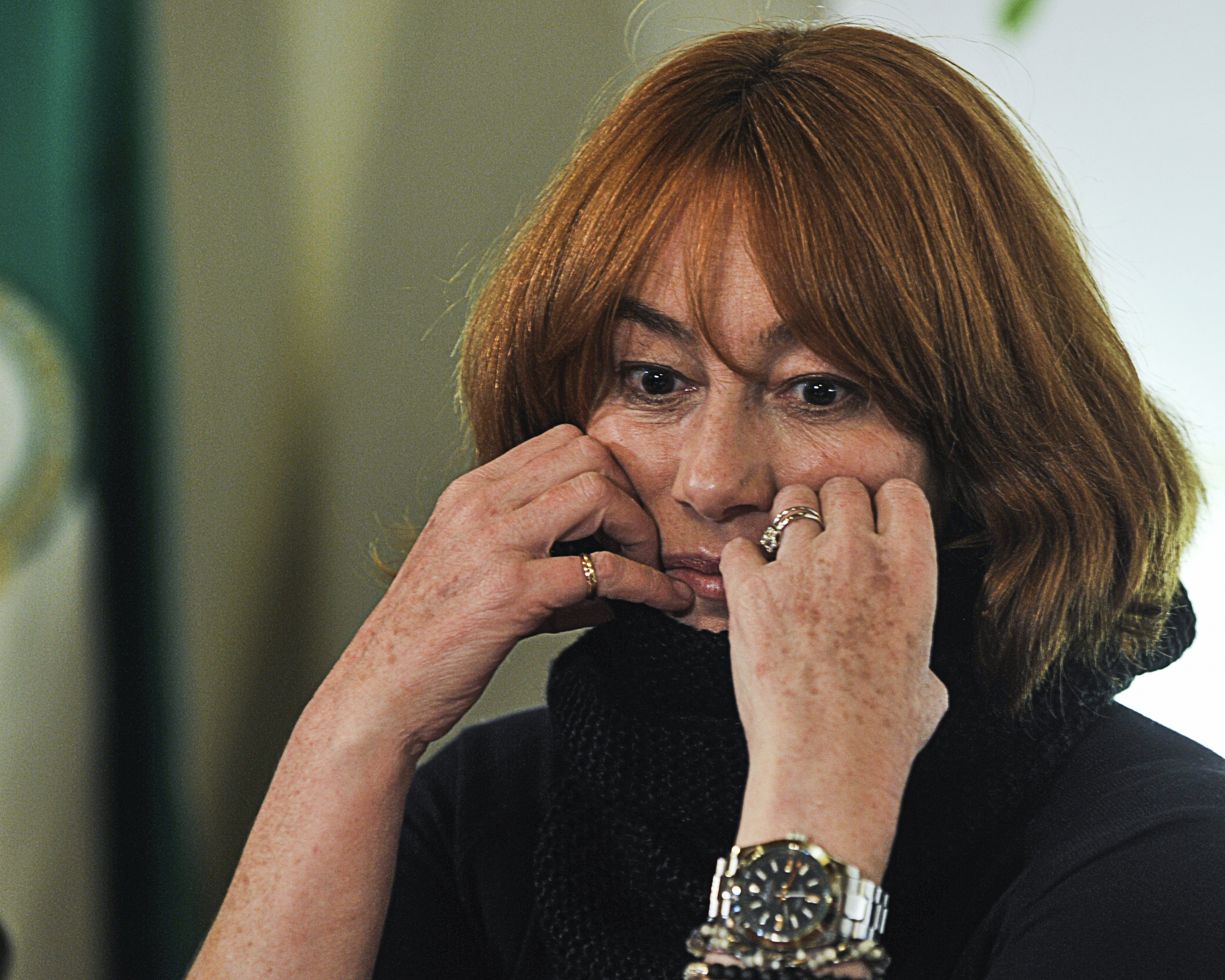
Gracia Querejeta va dirigir dues altres pel·lícules guardonades en aquesta dècada.

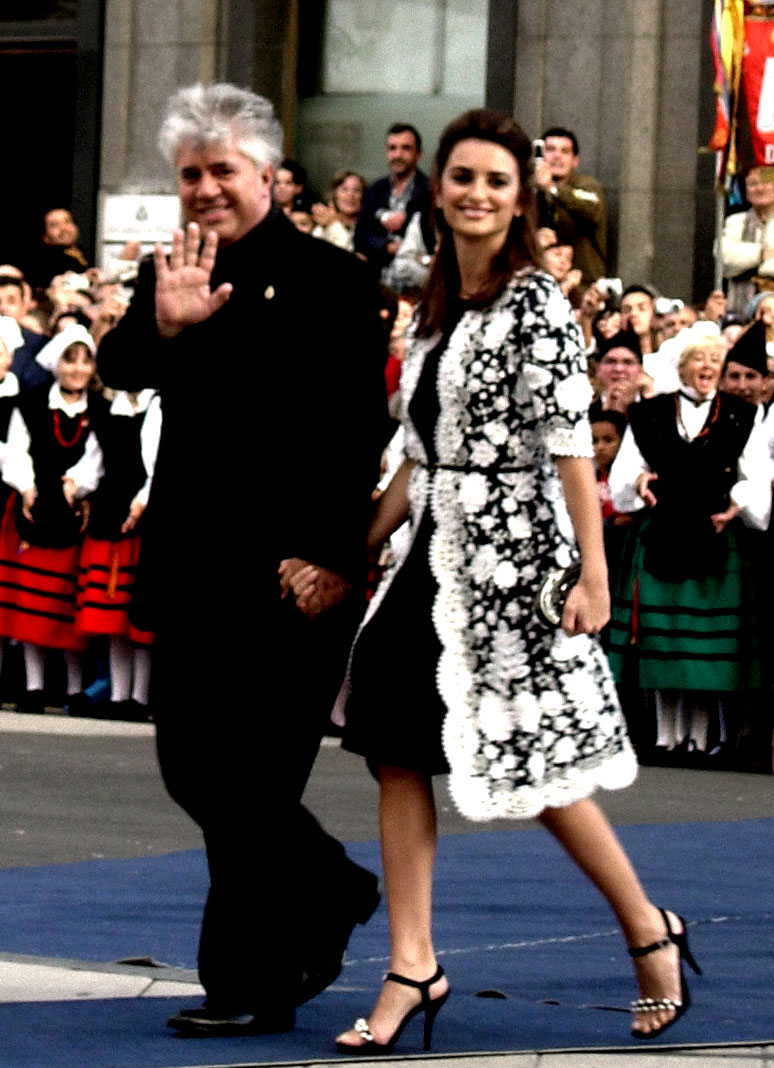
Volver, dirigida per Pedro Almodóvar i protagonitzada per Penélope Cruz, va guanyar en 2007.

| Any  | Guanyadora                      | Director                | Finalistes                                                             | Notes         |
| ---- | ------------------------------- | ----------------------- | ---------------------------------------------------------------------- | ------------- |
| 2000 | Solas                           | Benito Zambrano         |                                                                        | [ 57 ]        |
| 2001 | El Bola                         | Achero Mañas            |                                                                        | [ 58 ]        |
| 2002 | En construcció                  | José Luis Guerín        |                                                                        | [ 59 ]        |
| 2003 | Los lunes al sol                | Fernando León de Aranoa |                                                                        | [ 60 ]        |
| 2004 | Te doy mis ojos                 | Icíar Bollaín           | Mi vida sin mí Soldados de Salamina La vida mancha                     | [ 61 ] [ 62 ] |
| 2005 | Héctor                          | Gracia Querejeta        | Mar adentro El 7º día Tiovivo c. 1950                                  | [ 63 ]        |
| 2006 | La vida secreta de las palabras | Isabel Coixet           | El cielo gira Princesas Habana Blues                                   | [ 64 ]        |
| 2007 | Volver                          | Pedro Almodóvar         | El laberinto del fauno La noche de los girasoles Un franco, 14 pesetas | [ 65 ]        |
| 2008 | Siete mesas de billar francés   | Gracia Querejeta        | La soledad El orfanato Mataharis                                       | [ 66 ]        |
| 2009 | Casual Day                      | Max Lemcke              | Sangre de mayo Solo quiero caminar Una palabra tuya                    | [ 67 ]        |

## Anys 2010

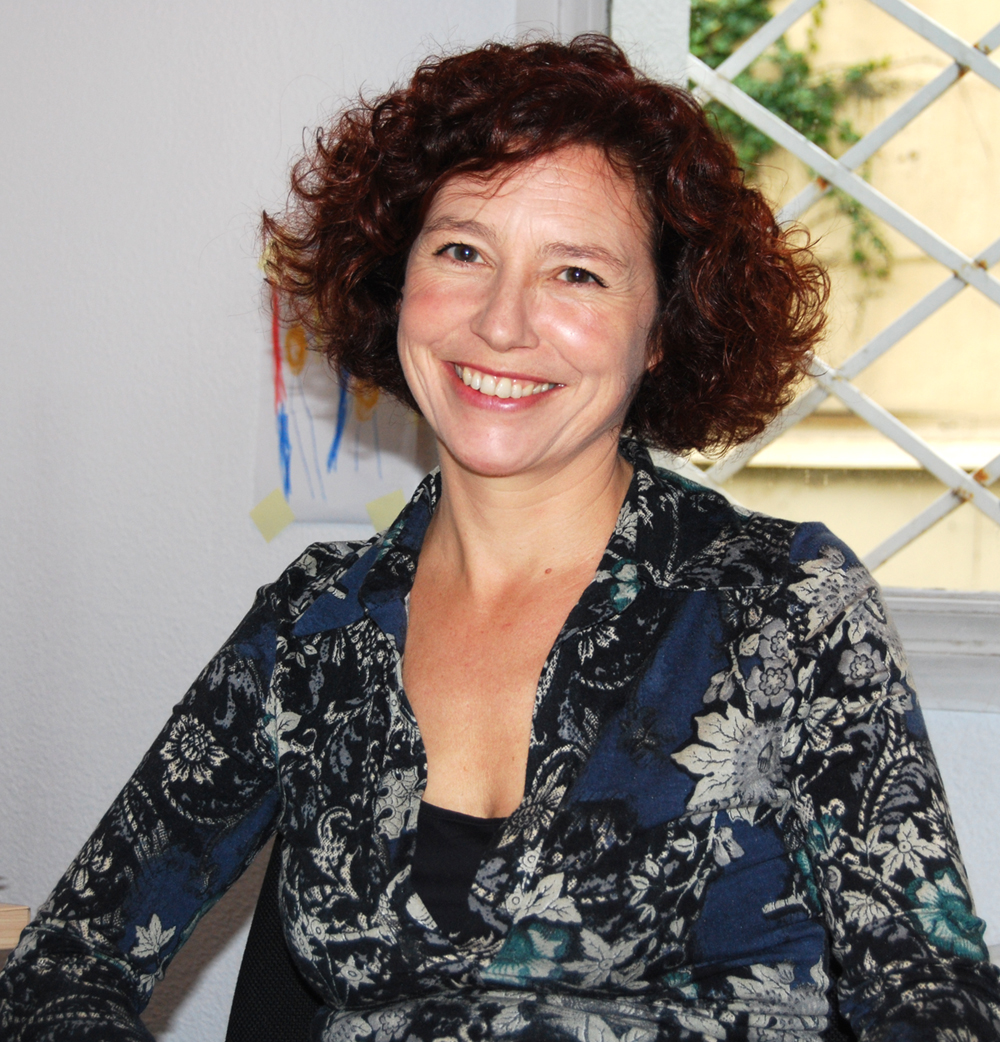
También la lluvia va ser la segona pel·lícula d'Icíar Bollaín que va guanyar la medalla.

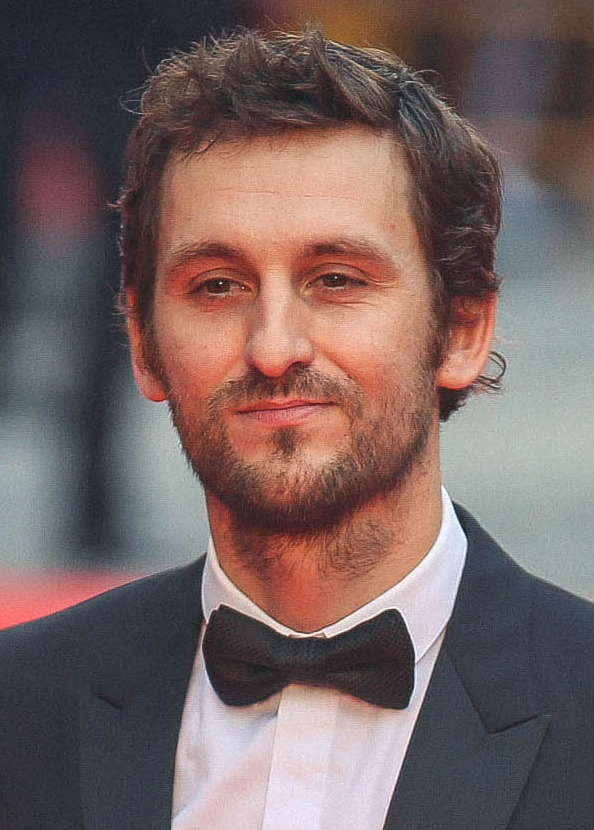
Raúl Arévalo va guanyar la medalla amb la seva primera pel·lícula, Tarde para la ira.

| Any  | Guanyadora                           | Director          | Finalistes                                                                | Notes         |
| ---- | ------------------------------------ | ----------------- | ------------------------------------------------------------------------- | ------------- |
| 2010 | Celda 211                            | Daniel Monzón     | El secreto de sus ojos Tres días con la familia Ágora Mal día para pescar | [ 68 ]        |
| 2011 | También la lluvia                    | Icíar Bollaín     | Buried Vivir para siempre Biutiful Héroes                                 | [ 69 ]        |
| 2012 | No habrá paz para los malvados       | Enrique Urbizu    | Blackthorn Eva Medianoche en París No tengas miedo                        | [ 70 ]        |
| 2013 | Blancaneu                            | Pablo Berger      | Lo imposible El artista y la modelo Grupo 7                               | [ 71 ] [ 72 ] |
| 2014 | Vivir es fácil con los ojos cerrados | David Trueba      | 15 años y un día Caníbal Stockholm                                        | [ 73 ] [ 74 ] |
| 2015 | La isla mínima                       | Alberto Rodríguez | El Niño Relatos salvajes Loreak                                           | [ 75 ] [ 76 ] |
| 2016 | Truman                               | Cesc Gay          | La novia Techo y comida El desconocido Un día perfecto                    | [ 77 ] [ 78 ] |
| 2017 | Tarde para la ira                    | Raúl Arévalo      | El hombre de las mil caras Julieta El olivo                               | [ 79 ] [ 80 ] |
| 2018 | La llibreria                         | Isabel Coixet     | El autor Estiu 1993 Handia                                                | [ 81 ] [ 82 ] |
| 2019 | El reino                             | Rodrigo Sorogoyen | Campeones Todos lo saben Viaje al cuarto de una madre                     | [ 83 ] [ 84 ] |

## Anys 2020
| Any  | Guanyadora            | Director            | Finalistes                                                                   | Notes         |
| ---- | --------------------- | ------------------- | ---------------------------------------------------------------------------- | ------------- |
| 2020 | Dolor y gloria        | Pedro Almodóvar     | La trinchera infinita Mientras dure la guerra Intemperie El crack cero       | [ 85 ] [ 86 ] |
| 2021 | La boda de Rosa       | Icíar Bollaín       | Las niñas Adú Uno para todos                                                 | [ 87 ] [ 88 ] |
| 2022 | L'amor en el seu lloc | Rodrigo Cortés      | El buen patrón Maixabel Les lleis de la frontera Libertad                    | [ 89 ] [ 90 ] |
| 2023 | As bestas             | Rodrigo Sorogoyen   | Alcarràs Cinco lobitos Modelo 77                                             | [ 91 ] [ 92 ] |
| 2024 | La societat de la neu | Juan Antonio Bayona | Cerrar los ojos La societat de la neu 20.000 espècies d'abelles Robot Dreams | [ 93 ]        |